# Pshdar District
Pshdar District är ett distrikt i Irak.   Det ligger i provinsen Sulaymaniyya, i den norra delen av landet, 300 km norr om huvudstaden Bagdad. Antalet invånare är 140 836.